# Mark Hateley
Mark Wayne Hateley (Wallasey, 7 november 1961) is een voormalig betaald voetballer uit Engeland, die speelde als aanvaller gedurende zijn carrière.

## Clubcarrière
Zijn vader, Tony Hateley, was actief als aanvaller bij onder meer Chelsea, Aston Villa en Liverpool. Mark Hateley debuteerde in 1978 bij Coventry City en maakte furore als aanvaller. Hij speelde één seizoen voor Portsmouth. In de zomer van 1984 vertrok hij voor het recordbedrag van bijna één miljoen pond naar AC Milan. De fans aldaar noemden hem liefkozend Attila, een verbastering van zijn voor de Italianen moeilijk uitspreekbare achternaam.
Na drie seizoenen vertrok Hateley naar AS Monaco, om in 1990 vervolgens over te stappen naar Glasgow Rangers. Voor die club speelde hij 214 duels en was hij goed voor 111 goals. Hateley beëindigde zijn actieve loopbaan in 1999 bij Ross County.

## Interlandcarrière
Hateley speelde 32 keer voor de nationale ploeg van Engeland, en scoorde negen keer in de periode 1984-1992. Hij maakte zijn debuut op 2 juni 1984 in de vriendschappelijke wedstrijd tegen Sovjet-Unie (0-2) in Londen, waar hij na 70 minuten inviel voor Trevor Francis. Hateley nam met Engeland deel aan het WK voetbal 1986 en het EK voetbal 1988.
| Interlanddoelpunten | Interlanddoelpunten | Interlanddoelpunten | Interlanddoelpunten      | Interlanddoelpunten | Interlanddoelpunten | Interlanddoelpunten | Interlanddoelpunten |
| #                   | Datum               | Locatie             | Wedstrijd                | Goal(s)             | Score               | Uitslag             | Wedstrijd           |
| ------------------- | ------------------- | ------------------- | ------------------------ | ------------------- | ------------------- | ------------------- | ------------------- |
| 1                   | 10/06/1984          | Rio de Janeiro      | Brazilië – Engeland      | 65'                 | 0 – 2               | 0 – 2               | Oefeninterland      |
| 2                   | 17/10/1984          | Londen              | Engeland – Finland       | 29'                 | 1 – 0               | 5 – 0               | WK-kwalificatie     |
| 3                   | 17/10/1984          | Londen              | Engeland – Finland       | 49'                 | 3 – 0               | 5 – 0               | WK-kwalificatie     |
| 4                   | 27/02/1985          | Belfast             | Noord-Ierland – Engeland | 77'                 | 0 – 1               | 0 – 1               | WK-kwalificatie     |
| 5                   | 22/05/1985          | Helsinki            | Finland – Engeland       | 50'                 | 1 – 1               | 1 – 1               | WK-kwalificatie     |
| 6                   | 06/06/1985          | Mexico Stad         | Engeland – Italië        | 75'                 | 1 – 1               | 1 – 2               | Oefeninterland      |
| 7                   | 17/05/1986          | Los Angeles         | Engeland – Mexico        | 22'                 | 1 – 0               | 3 – 0               | Oefeninterland      |
| 8                   | 17/05/1986          | Los Angeles         | Engeland – Mexico        | 30'                 | 2 – 0               | 3 – 0               | Oefeninterland      |
| 9                   | 24/05/1986          | Vancouver           | Canada – Engeland        | 61'                 | 0 – 1               | 0 – 1               | Oefeninterland      |

## Erelijst
AS Monaco
- Frans landskampioenschap

1988
 Glasgow Rangers
- Schots landskampioenschap

1991, 1992, 1993, 1994, 1995
- Scottish Cup

1992, 1993
- Scottish League Cup

1991, 1993, 1994